# Đặng Thùy Trâm
Đặng Thùy Trâm (Huế, 1943. november 26. – Đức Phổ, Quảng Ngãi tartomány, 1970. június 22.) vietnámi orvosnő, a Vietnámi Demokratikus Köztársaság önkéntese a vietnámi háborúban. A halála után megtalált naplója tette híressé.

## Családja és tanulmányai
Édesapja orvos volt, édesanyja farmakológiát tanított az egyetemen Hanoiban. Thuy szerette a vietnámi költészetet, a francia és orosz irodalmat. A Hanoi Egyetem orvostudományi karán végzett, és önkéntesnek jelentkezett a Vietnám déli részén folyó háborúban.

## Orvos a dzsungelban
A fiatal lány 1966. december 23-án indult katonai teherautón orvosok, újságírók, fotográfusok társaságában a 250 mérföldre fekvő Quảng Bình közbenső állomásra. Onnan gyalog folytatódott az út a Ho Si Minh-ösvényen. Nehéz hátizsákokkal megpakolva keltek át az Annamite-hegységen. Három hónap múlva, március végén, április elején érkeztek meg a demilitarizált övezetbe tartozó Quảng Ngãi tartomány Đức Phổ körzetébe. A demilitarizált zónában a Bến Hải folyó választotta el Vietnám északi és déli részét.
Quảng Ngãi mindig is a forradalmárok bástyája volt. A demilitarizált övezetbe sorolása elszigetelte a szomszédos tartományoktól. A saigoni kormánynak azonban nem sikerült ellenőrzése alá vonnia. Thuy 1967 egy részét a tartomány tengerparti részén töltötte, Đức Phổ körzet falvaiban. Majd áthelyezték a hegyekbe, a sűrű, 6–10 méteres fákkal borított erdőbe. Az előző kórházat érkezése előtt lebombázták, és mindent újra kellett építeni. Thuy is hordott fát, ásott földalatti búvóhelyet, és cipelt rizses zsákokat. Többször előfordult, hogy a Vietnámi Demokratikus Köztársaság hadseregének egységei, vagy a Vietkong partizánok akár húsz sebesültet is hagytak a kórházként szolgáló kunyhókban. Egész éjjel kötözött, operált villany nélkül. A katonák egy idő után továbbmentek, csak a haldoklók és halottak maradtak hátra. A hegyen amerikai tüzérségi bázist állítottak fel, és a felszálló füst bármikor elárulhatta a megbúvó kórházat. Az amerikaiak agent orange vegyszerrel lombtalanították az erdőt, és 1968. március 16-án történt a Quảng Ngãi tartományban a Mỹ Lai-i mészárlás. 1969. április 2-án a kórház melletti falut bombázták, ezért el kellett hagyniuk a helyet. Ettől fogva állandóan költözniük kellett. A járóképesek elmentek. Thuy, néhány emberrel maradt a súlyos sebesültekkel, megvárták, hogy visszajöjjenek értük hordágyakkal. A fiatal, törékeny lány temérdek nehézség közepette is megpróbált helytállni. A Vietnámi Kommunista Párt helyi sejtje többször is visszautasította jelentkezését. Thuy sejtette, hogy polgári származása volt az oka. Ünnep volt számára, amikor felvételt nyert a pártba.
1970. június 2-án a Nai Sang hegyen felállított kórházukat bombázták, öt ember meghalt. 12-én ismét bombatámadás érte őket. Sejtették, hogy elárulták őket, ezért mindenki elhagyta a helyet, csak Thuy és három ápolónő maradt a tizenkét súlyos sebesülttel. Még a kommunista párt helyi képviselője is elment. Június 20-án már csak vacsorára elegendő rizsük maradt, ezért Thuy elküldte a két ápolónőt, hogy hozzanak segítséget. A naplója itt ért véget. Néhány nap múlva egy erdőlakó találta meg golyóval a homlokában. A kis kórházat sikerült kiüríteni, és a sebesülteket biztos helyre vinni. Thuyt akkor ölhették meg, amikor egy észak-vietnami katonával, és két másik személlyel haladt az erdei ösvényen.

## Naplójának sorsa
Naplót kezdett írni, amikor elindult Hanoiból, amely cigaretta doboz méretű, összefűzött lapokból állt. Egyik hátizsákja, benne a napló első részével véglegesen elveszett menekülés közben. A halála után megtalált kétkötetes naplóját 1968. április 8-án kezdte írni.
Fred Whitehurst a Đức Phổ-ban felállított amerikai bázison volt katonai felderítő. Az volt a feladata, hogy a harcok után megtalált írásos dokumentumokat szedje össze. Megtartották azokat, amelyek katonai szempontból érdekesek voltak, a többit elégették. Vietnámi tolmács segített neki ebben a munkában. Ő szólt Whitehurstnek, hogy ne semmisítsék meg a Thuy naplóját. Később a napló egy másik része is megkerült. Whitehurst 1972-ben magával vitte az Egyesült Államokba. Vegyésznek tanult, és a Szövetségi Nyomozóiroda Laboratóriumában dolgozott éveken keresztül, így lehetetlen volt számára kapcsolatot teremteni vietnámi diplomatákkal. Veterán bátyja kezdte fordítani a naplót, mert vietnámi feleséget hozott magával, és beszélte a nyelvet. 2005 márciusában a Texasi Műszaki Egyetemen konferenciát tartottak a vietnámi háborúról, és a fivérek bemutatták Thuy naplóját. A konferencián részt vevő egykori katonatársukra bízták a napló másolatát, mert Vietnámba készült. Sikerült megtalálni Thuy családját a Hanoi Kvékerek segítségével. Már csak az édesanya élt és a három fiatalabb leánytestvér. Azonosították Thuy kézírását. Augusztusban a Whitehurst fivérek Hanoiba látogattak. A reptéren újságírók vártak rájuk, és Phan Văn Khải Vietnám miniszterelnöke is fogadta őket. A napló 2005 júliusában jelent meg Vietnámban. 2005 decemberében Thuy családja Lubbockba repült, hogy láthassák az eredetit, amelyet a Texasi Műszaki Egyetem Vietnám Központjának archívuma őriz. A 82 éves édesanya a szívéhez szorította a naplót és azt mondta: „Thuy teste Vietnámban nyugszik, de lelke ez a napló. Szeretném őt átölelni, de nem lehet. Csak a naplóját tudom kezemben tartani”. 
A naplóhoz Frances FitzGerald, egykori haditudósító írta az életrajzi és történeti adatokkal ellátott részletes bevezetőt.